# Airole
Airole là một đô thị ở tỉnh Imperia trong vùng Liguria, tọa lạc khoảng 130 km về phía tây nam của Genova và khoảng 40 km về phía tây của Imperia, on the border with France. Tại thời điểm ngày 31 tháng 12 năm 2004, đô thị này có dân số 461 người và diện tích là 14,8 km².
Đô thị Airole có các frazioni (các đơn vị cấp dưới, chủ yếu là các làng) Collabassa, case Noceire, và case Giauma.
Airole giáp các đô thị sau: Breil-sur-Roya (France), Dolceacqua, Olivetta San Michele, và Ventimiglia.